# 新年決心
《新年決心》（英語：Resolution）是英國科幻電視劇《異世奇人》系列11的2019年新年特輯，是整個劇集的第287個故事，由時任劇集主理人克里斯·奇布諾爾執筆劇本，韋恩·葉執導。與重啟以來傳統的聖誕特輯不同，該特輯於2019年1月1日在英國廣播公司第一台首播。劇集的故事承接系列11，後續的系列12預定於2020年初開播。本集是《異世奇人》在2019年播出的唯一一集。
第十三任博士（朱迪·惠特克飾）和同伴格雷姆·奧布萊恩（布拉德利·沃爾什飾）、瑞恩·辛克萊（托辛·科爾飾）以及婭斯敏·坎（曼迪·吉爾飾）返回謝菲爾德面對入侵地球的外星生物，戴立克出現在本集之中。
本集在英國播出當晚的收視人數為515萬，獲得了正面好評。

## 故事梗概
2019年的元旦，考古學家琳和米奇在謝菲爾德無意當中復活了一隻處於休眠狀態的外星生物，它的身體自公元九世紀以來被人類分別埋葬在地球上相隔萬里、三個不同的隱秘地點。博士收到了來自謝菲爾德的警報，她和同伴們乘坐塔迪斯來到琳和米奇的考古所在的下水道。博士採取了外星生物遺留下的黏液樣本。該生物像魷魚一樣秘密地附著在琳的背上。瑞恩的父親亞倫來到瑞恩和格雷姆的家中，並邀請瑞恩出去談談。博士通過黏液樣本發現了該生物是戴立克。戴立克控制了琳的思想，驅使她完成自己的復活計劃，從檔案庫中偷走了屬於其種族的射線槍，並用廢棄金屬建造了一個臨時的戴立克外殼。博士和朋友們及時趕到工廠將琳解救出戴立克的控制，博士獨自面對新組裝的戴立克。戴立克飛向政府通信總部，試圖利用全國的能源召喚一支戰鬥艦隊，博士在亞倫的微波爐幫助下摧毀了它的金屬外殼。但是內部的戴立克生物又附著在亞倫身上，以亞倫為人質要挾博士將它帶回戴立克的家鄉斯卡洛星。博士將眾人帶到一個魷魚大小的真空通道處，戴立克被一顆即將成為超新星的恆星吸入太空之中。

## 製作

### 開發
《異世奇人》自2005年重啟之後，在常規劇集播出之外會推出聖誕特輯。2017年的《曾有兩次》是當前最新的一部聖誕特輯，此後將以新年特輯的形式推出，並在元旦當晚播出。2018年12月8日，BBC公佈了新年特輯的標題《新年決心》。
克里斯·奇布諾爾在系列11拍攝期間表示，戴立克將不會出現在系列11和新年特輯當中。但是，2018年12月25日，在BBC公佈的新年特輯預告片中顯示，戴立克將在特輯中出現，並且第十三任博士將面對一個單獨的戴立克。《異世奇人》自2005年重啟以來，除了當年劇集《仇人碰面》，戴立克均是成群結隊地出現在劇集中。

### 拍攝
系列11一共拍攝了11集，包括10集的常規劇集以及1集新年特輯。

### 選角
2018年12月6日，BBC宣佈客串夏洛特·里奇、尼克什·帕特爾和丹尼爾·阿德戈耶加出演本新年特輯。

### 宣傳
在系列11最後一集《蘭斯庫·阿瓦·克羅斯之戰》播出之後，BBC播出了新年特輯的第一支預告片。

## 發行與反響
| 綜合得分         | 綜合得分 |
| 來源             | 評分     |
| ---------------- | -------- |
| 爛番茄（平均分） | 7.7      |
| 爛番茄（新鮮度） | 94%      |
| 評論得分         |          |
| 來源             | 評分     |
| 《娛樂周刊》     | A-       |
| 《紐約雜誌》     | [ 10 ]   |
| 《廣播時報》     | [ 11 ]   |
| 《影音俱樂部》   | A-       |
| 《每日電訊報》   | [ 13 ]   |
| 《衛報》         | [ 14 ]   |
| 《獨立報》       | [ 15 ]   |
| 《泰晤士報》     | [ 16 ]   |
| 《TV Fanatic》   | [ 17 ]   |

### 播出
《新年決心》是《異世奇人》在2019年播出的唯一一集，後續的系列12預定於2020年初開播。類似於系列11的第1集《天外來客》，本集在首播時沒有出現片頭，標題出現在整個正片播放完成之後。

### 收視
《新年決心》在英國播出當晚收視人數為515萬，收視份額為22.4%，位列當晚收視第4位，但是在《異世奇人》的所有特輯之中收視最低。本集的欣賞指數為80分。

### 評價
本集在爛番茄網站上獲得了94%的新鮮度，平均得分8.14/10（18位劇評人）。

### 影碟
《新年決心》將分別在2019年2月18日於區域2/B、2月19日於區域1/A、2月20日在區域4/B發行單獨的DVD和藍光影碟。

## 資料來源
1. 1 2  Dee, Christel. . Doctor Who TV. 2018年11月14日  [2018年11月14日]. （原始内容存档于2018-12-26） （英语）.
2. ↑  Fullerton, Huw. . 廣播時報. 2018年12月8日  [2018年12月29日]. （原始内容存档于2018年12月8日） （英语）.
3. ↑  Fullerton, Huw. . 2018年7月20日  [2018年7月20日]. （原始内容存档于2018年8月19日） （英语）.
4. ↑  Fearn, Simon. . 數碼間諜. 2018年12月25日  [2018年12月25日]. （原始内容存档于2018年12月25日） （英语）.
5. ↑  Fullerton, Huw. . 廣播時報. 2018年7月19日  [2018年7月20日]. （原始内容存档于2018-08-17） （英语）.
6. ↑  Fullerton, Huw. . 廣播時報. 2018年12月5日  [2018年12月6日]. （原始内容存档于2019-01-04） （英语）.
7. ↑  Fullerton, Huw. . 廣播時報. 2018年12月9日  [2018年12月9日] （英语）.
8. 1 2 3  . 爛番茄.   [2019年1月9日]. （原始内容存档于2018-12-22） （英语）.
9. ↑  Coggan, Devan. . 娛樂周刊. 2019年1月1日  [2019年1月9日]. （原始内容存档于2021-01-26） （英语）.
10. ↑  Ruediger, Ross. . 紐約 (雜誌). 2019年1月2日  [2019年1月9日]. （原始内容存档于2021-01-22） （英语）.
11. ↑  Mulkern, Patrick. . 廣播時報. 2019年1月1日  [2019年1月9日]. （原始内容存档于2019-01-02） （英语）.
12. ↑  Siede, Caroline. . 影音俱樂部. 2019年1月3日  [2019年1月9日]. （原始内容存档于2021-01-26） （英语）.
13. ↑  Lawrence, Ben. . 每日電訊報. 2019年1月3日  [2019年1月9日]. （原始内容存档于2021-01-16） （英语）.
14. ↑  Lawson, Mark. . 衛報. 2019年1月1日  [2019年1月9日]. （原始内容存档于2020-12-01） （英语）.
15. ↑  Power, Ed. . 獨立報. 2019年1月2日  [2019年1月9日]. （原始内容存档于2020-11-07） （英语）.
16. ↑  Midgeley, Carol. . 泰晤士報 (72733). 2019年1月2日: 7  [2019年1月9日]. ISSN 0140-0460. （原始内容存档于2020-10-26） （英语）.
17. ↑  Keng, Diana. . TV Fanatic. 2019年1月2日  [2019年1月9日]. （原始内容存档于2020-10-26） （英语）.
18. ↑  . BBC. 2018年12月9日  [2018年12月11日]. （原始内容存档于2018-12-11） （英语）.
19. ↑  Fullerton, Huw. . 廣播時報. 2018年12月9日  [2018年12月11日]. （原始内容存档于2018-12-10） （英语）.
20. ↑  Fullerton, Huw. . 廣播時報. 2019年1月7日  [2019年1月9日]. （原始内容存档于2024-05-26） （英语）.
21. ↑  Marcus. . Doctor Who News. 2019年1月2日  [2019年1月9日]. （原始内容存档于2019-01-03） （英语）.
22. ↑  Ritman, Alex. . The Hollywood Reporter. 2019年1月2日  [2019年1月9日]. （原始内容存档于2019-01-08） （英语）.
23. ↑  . Doctor Who News. 2019年1月3日  [2019年1月9日]. （原始内容存档于2019-01-03） （英语）.
24. ↑  . The Doctor Who Site. 2018年12月13日  [2019年1月9日]. （原始内容存档于2019-12-24） （英语）.
25. ↑  . 2018年12月13日  [2019年1月9日]. （原始内容存档于2019-01-19） –Amazon （英语）.
26. ↑  . 2018年12月20日  [2019年1月9日]. （原始内容存档于2019-03-27） –Sanity （英语）.

## 外部連結
- "{{{title}}}" 在 BBC《異世奇人》的主頁
- TARDIS Data Core上的相关条目： Resolution (TV story)
- 互联网电影数据库上新年決心的资料（英文）